# 特別管理産業廃棄物管理責任者
特別管理産業廃棄物管理責任者（とくべつかんりさんぎょうはいきぶつかんりせきにんしゃ）とは、廃棄物の処理及び清掃に関する法律（昭和45年法律第137号。廃棄物処理法）に定められた制度（職制）の一つ。特別管理産業廃棄物を生ずる事業場ごとに置くことが必要とされ、その事業場における当該廃棄物の処理に関する業務が適切に行われるよう管理することを職責とする。同管理責任者への就任は、事業者の指定に基づき（あるいは事業者が自ら就くことで）行われるが、環境省令（中央省庁再編前の厚生省令を含む）で定める資格に該当する者でなければ就くことができない。

## 概要
特別管理産業廃棄物管理責任者は、事業所（企業・法人）単位でなく事業場（処理場等）単位で置くものとされ、それぞれ担当する事業場における特別管理産業廃棄物の管理全般にわたって次の業務を適正に行う。
1. 特別管理産業廃棄物の排出状況を把握すること。
2. 特別管理産業廃棄物の処理計画を立案すること。
3. 適正な処理の確保に関すること。
4. 分別、保管状況の確認
5. 適正な委託の実施
6. 管理票の交付・保管

## 資格
特別管理産業廃棄物管理責任者として事業者から指定される（又は事業者自ら就く）には、廃棄物の処理及び清掃に関する法律施行規則（昭和46年厚生省令第35号）に規定する資格を有することが必要とされる。その資格要件は、「感染性産業廃棄物を生じる事業場」と「感染性産業廃棄物以外の特別管理産業廃棄物を生じる事業場」とでそれぞれ別になっている。詳細は次のとおり。

### 感染性産業廃棄物を生じる事業場
次のいずれかの要件に該当する者
1. 医師、歯科医師、薬剤師、獣医師、保健師、助産師、看護師、臨床検査技師、衛生検査技師、歯科衛生士
2. 環境衛生指導員の職に2年以上あった者
3. 大学（短期大学を含む）、高等専門学校で医学、薬学、保健学、衛生学、獣医学の課程を卒業した者又はこれと同等以上の知識を有すると認められる者（「同等以上の知識を有すると認められる者」については次節にて詳述）

### 感染性産業廃棄物以外の特別管理産業廃棄物を生じる事業場
次のいずれかの要件に該当する者
1. 環境衛生指導員の職に2年以上あった者
2. 大学の理学、薬学、工学、農学の課程で衛生工学、化学工学の科目を修得して卒業後、2年以上の廃棄物の処理に関する技術上の実務経験を有する者
3. 大学の理学、薬学、工学、農学又は相当課程で衛生工学、化学工学以外の科目を修得して卒業後、3年以上の廃棄物の処理に関する技術上の実務経験を有する者
4. 短期大学、高等専門学校で理学、薬学、工学、農学又は相当課程で衛生工学、化学工学の科目を修得して卒業後、4年以上の廃棄物の処理に関する技術上の実務経験を有する者
5. 短期大学、高等専門学校で理学、薬学、工学、農学又は相当課程で衛生工学、化学工学以外の科目を修得して卒業後、5年以上の廃棄物の処理に関する技術上の実務経験を有する者
6. 高等学校、中等教育学校で土木科、化学科又は相当学科を卒業後、6年以上の廃棄物の処理に関する技術上の実務経験を有する者
7. 高等学校、中等教育学校で理学、工学、農学又は相当科目を修得して卒業後、7年以上の廃棄物の処理に関する技術上の実務経験を有する者
8. 10年以上の廃棄物の処理に関する技術上の実務経験を有する者
9. これらの者と同等以上の知識を有すると認められる者（次節にて詳述）

## 特別管理産業廃棄物管理責任者に関する講習会
1. 特別管理産業廃棄物管理責任者の資格要件では、前述のように原則として医師等の国家資格、または学歴・一定年数以上の実務経験が必要とされるが、これらに該当しない者であっても公益財団法人日本産業廃棄物処理振興センターが実施する講習会に参加（受講）し、その修了試験に合格すれば、特別管理産業廃棄物管理責任者になるための資格を有する者として都道府県・政令指定都市によって、「感染性産業廃棄物を生じる事業場」では同項目の3の部分、また、「感染性産業廃棄物以外の特別管理産業廃棄物を生じる事業場」では、同項目の9の部分の「同等以上の知識を有する者」として認められる。
2. コロナ禍以前は、講習会は全国各地で行われ、所要日数は1日で実施日程は各地で異なるが、希望者が多いため、東京などでは2月か3月待ちであった。令和2年度以降、対面での講習会は開催されず、各個人が自宅等からウェブで講義動画を視聴する形となっている（試験日までいつでも何度でも視聴可能）。令和3年度の講習会費用は、13,800円（Web申込割引適用）である。
3. 修了試験は実地会場で行われ、試験時間30分、二者択一及び四者択一のマークシートの問題で20問中14問以上の正解で合格となる。合格者には、修了証が送付される。
4. 不合格者には、再修了試験の通知が来て、原則として2回に限り、希望する再試験会場で試験のみを受けることができる。
5. 医師等の国家資格、または学歴・一定年数以上の実務経験に基づき有資格者となっている者は国の法令に基づく要件適合者であるため全国どこにおいても有資格者と見なされるが、この講習会修了者については国のレベルでの認定等がなく、これを「同等以上の知識を有する者」として認めるか否かは都道府県・政令指定都市の条例等に委ねられている。「感染性産業廃棄物以外の特別管理産業廃棄物を生じる事業場」では、すべての地方自治体で特別管理産業廃棄物管理責任者になれることが認められているが、「感染性産業廃棄物を生じる事業場」については、一部の地方自治体で、この講習会修了者の扱いが異なっている。

### 講習科目
1. 行政概論
2. 特別管理産業廃棄物概論
3. 処理計画と管理